# 弧纹石斑鱼
弧纹石斑鱼（学名：Epinephelus cometae）为鮨科石斑鱼属的鱼类。分布于印度洋、北达日本南部以及南海诸岛海域等，属于底层鱼类。其常见于多岩礁的深海中。

## 扩展阅读
維基物種上的相關：弧纹石斑鱼